# 그란마주

그란마 주의 위치

그란마주(스페인어: Provincia de Granma)는 쿠바 동부에 위치한 주로 주도는 바야모이며 면적은 8,376.79km2, 인구는 835,675명(2010년 기준)이다. 주 이름은 쿠바 혁명 시기에 피델 카스트로가 체 게바라를 비롯한 82명의 동료와 함께 타고 쿠바에 상륙했던 요트인 그란마에서 유래된 이름이다.
서쪽으로는 과카나야보 만, 남쪽으로는 카리브해와 접하며 북쪽으로는 라스투나스 주와 올긴 주, 동쪽으로는 산티아고데쿠바주와 접한다. 13개 지방 자치체를 관할한다.